# Old Laund Booth
Old Laund Booth – civil parish w Anglii, w Lancashire, w dystrykcie Pendle. W 2011 civil parish liczyła 1459 mieszkańców. W obszar civil parish wchodzą także Fence i Wheatley Lane.